# وقداريا
وقداريا (بالصومالي: Waqddariya ) هي قرية ساحلية صومالية في مقاطعة عيرجابو شمال اقليم سناج الواقع في شمال الصومال.

## التاريخ
في عام 1951، ادرجت وقداريا في كتاب نُشر في إنجلترا بعنوان "وقدايريا" بإحداثيات 11°06' شمالًا و 47°45' شرقًا. وذُكِرَ فيها سكانها من قبيلتي موسى إسماعيل من هبر يونس ونوب عمر من ورسنجلي.
في عام 1956، كتب تقرير بعنوان "جيولوجيا منطقة هيس-مايت-وقدايريا، منطقة إريغافو، بروتكتورات سوماليلاند الجيولوجية" من قبل ميسون وآخرين.
في أبريل 2014، تم الإبلاغ عن وجود صخور متحولة تحتوي على الياقوت والياشب في وقدايريا.